# Grand Prix automobile d'Atlanta 1999
Le Grand Prix d'Atlanta 1999 (1999 Grand Prix of Atlanta), disputé sur le 18 avril 1999 sur le circuit de Road Atlanta est la deuxième manche de American Le Mans Series 1999. Il est remporté par la Riley & Scott Mk III de Team Rafanelli.

## Classement de l'épreuve
| Pos.   | Catégorie | no | Écurie                                | Pilotes                                     | Châssis                    | Pneus | Tours |
| Pos.   | Catégorie | no | Écurie                                | Pilotes                                     | Moteur                     | Pneus | Tours |
| ------ | --------- | -- | ------------------------------------- | ------------------------------------------- | -------------------------- | ----- | ----- |
| 1      | LMP       | 0  | Team Rafanelli SRL                    | Eric van de Poele Mimmo Schiattarella       | Riley & Scott Mk III       | Y     | 120   |
| 1      | LMP       | 0  | Team Rafanelli SRL                    | Eric van de Poele Mimmo Schiattarella       | Judd GV4 4,0 l V10         | Y     | 120   |
| 2      | LMP       | 27 | Doran Enterprises                     | Didier Theys Mauro Baldi                    | Ferrari 333 SP             | M     | 120   |
| 2      | LMP       | 27 | Doran Enterprises                     | Didier Theys Mauro Baldi                    | Ferrari F310E 4,0 l V12    | M     | 120   |
| 3      | LMP       | 20 | Dyson Racing                          | Butch Leitzinger Elliott Forbes-Robinson    | Riley & Scott Mk III       | G     | 120   |
| 3      | LMP       | 20 | Dyson Racing                          | Butch Leitzinger Elliott Forbes-Robinson    | Ford 5,0 l V8              | G     | 120   |
| 4      | LMP       | 11 | Doyle-Risi Racing                     | Max Angelelli Didier de Radiguès            | Ferrari 333 SP             | P     | 119   |
| 4      | LMP       | 11 | Doyle-Risi Racing                     | Max Angelelli Didier de Radiguès            | Ferrari F310E 4,0 l V12    | P     | 119   |
| 5      | LMP       | 1  | Panoz Motor Sports                    | David Brabham Éric Bernard                  | Panoz LMP-1 Roadster-S     | M     | 119   |
| 5      | LMP       | 1  | Panoz Motor Sports                    | David Brabham Éric Bernard                  | Ford (Élan-Yates) 6,0 l V8 | M     | 119   |
| 6      | LMP       | 12 | Doyle-Risi Racing                     | Alex Caffi Wayne Taylor                     | Ferrari 333 SP             | P     | 118   |
| 6      | LMP       | 12 | Doyle-Risi Racing                     | Alex Caffi Wayne Taylor                     | Ferrari F310E 4,0 l V12    | P     | 118   |
| 7      | LMP       | 36 | Doran Enterprises Jim Matthews Racing | Tommy Kendall Jim Matthews                  | Ferrari 333 SP             | M     | 117   |
| 7      | LMP       | 36 | Doran Enterprises Jim Matthews Racing | Tommy Kendall Jim Matthews                  | Ferrari F310E 4,0 l V12    | M     | 117   |
| 8      | LMP       | 8  | Transatlantic Racing                  | Scott Schubot Henry Camferdam               | Riley & Scott Mk III       | G     | 116   |
| 8      | LMP       | 8  | Transatlantic Racing                  | Scott Schubot Henry Camferdam               | Ford 5,0 l V8              | G     | 116   |
| 9      | LMP       | 18 | Dollahite Racing                      | Bill Dollahite Mike Davies                  | Ferrari 333 SP             | P     | 115   |
| 9      | LMP       | 18 | Dollahite Racing                      | Bill Dollahite Mike Davies                  | Ferrari F310E 4,0 l V12    | P     | 115   |
| 10     | LMP       | 5  | Whittington Bros.                     | Don Whittington Tim Hubman                  | Lola B98/10                | G     | 114   |
| 10     | LMP       | 5  | Whittington Bros.                     | Don Whittington Tim Hubman                  | Ford (Roush) 6,0 l V8      | G     | 114   |
| 11     | LMP       | 15 | Hybrid R&D                            | Chris Bingham Ross Bentley                  | Riley & Scott Mk III       | Y     | 113   |
| 11     | LMP       | 15 | Hybrid R&D                            | Chris Bingham Ross Bentley                  | Ford 5,0 l V8              | Y     | 113   |
| 12     | GTS       | 99 | Schumacher Racing                     | Larry Schumacher John O'Steen               | Porsche 911 GT2            | ?     | 110   |
| 12     | GTS       | 99 | Schumacher Racing                     | Larry Schumacher John O'Steen               | Porsche 3,6 l Turbo Flat-6 | ?     | 110   |
| 13     | GTS       | 56 | Martin Snow Racing                    | Martin Snow Kelly Collins                   | Porsche 911 GT2            | M     | 110   |
| 13     | GTS       | 56 | Martin Snow Racing                    | Martin Snow Kelly Collins                   | Porsche 3,6 l Turbo Flat-6 | M     | 110   |
| 14     | LMP       | 63 | Downing Atlanta                       | Jim Downing Howard Katz                     | Kudzu DLY                  | G     | 108   |
| 14     | LMP       | 63 | Downing Atlanta                       | Jim Downing Howard Katz                     | Mazda R26B 2,6 l 4-Rotor   | G     | 108   |
| 15     | GTS       | 61 | Konrad Motorsport                     | Franz Konrad Peter Kitchak                  | Porsche 911 GT2            | D     | 107   |
| 15     | GTS       | 61 | Konrad Motorsport                     | Franz Konrad Peter Kitchak                  | Porsche 3,6 l Turbo Flat-6 | D     | 107   |
| 16     | GT        | 7  | Prototype Technology Group            | Brian Cunningham Johannes van Overbeek      | BMW M3                     | Y     | 107   |
| 16     | GT        | 7  | Prototype Technology Group            | Brian Cunningham Johannes van Overbeek      | BMW 3,2 l I6               | Y     | 107   |
| 17     | GT        | 23 | Alex Job Racing                       | Cort Wagner Dirk Müller                     | Porsche 911 Carrera RSR    | Y     | 107   |
| 17     | GT        | 23 | Alex Job Racing                       | Cort Wagner Dirk Müller                     | Porsche 3,8 l Flat-6       | Y     | 107   |
| 18     | GT        | 6  | Prototype Technology Group            | Peter Cunningham Mark Simo                  | BMW M3                     | Y     | 107   |
| 18     | GT        | 6  | Prototype Technology Group            | Peter Cunningham Mark Simo                  | BMW 3,2 l I6               | Y     | 107   |
| 19     | GT        | 10 | Prototype Technology Group            | Boris Said Hans-Joachim Stuck               | BMW M3                     | Y     | 107   |
| 19     | GT        | 10 | Prototype Technology Group            | Boris Said Hans-Joachim Stuck               | BMW 3,2 l I6               | Y     | 107   |
| 20     | GT        | 51 | Aspen Knolls Racing                   | Randy Pobst Shane Lewis                     | BMW M3                     | Y     | 106   |
| 20     | GT        | 51 | Aspen Knolls Racing                   | Randy Pobst Shane Lewis                     | BMW 3,2 l I6               | Y     | 106   |
| 21     | GTS       | 55 | Saleen/Allen Speedlab                 | Terry Borcheller Ron Johnson                | Saleen Mustang SR          | P     | 106   |
| 21     | GTS       | 55 | Saleen/Allen Speedlab                 | Terry Borcheller Ron Johnson                | Ford 8,0 l V8              | P     | 106   |
| 22     | LMP       | 62 | Downing Atlanta                       | Dennis Spencer Rich Grupp                   | Kudzu DLM                  | G     | 105   |
| 22     | LMP       | 62 | Downing Atlanta                       | Dennis Spencer Rich Grupp                   | Mazda 2,0 l 3-Rotor        | G     | 105   |
| 23     | GTS       | 04 | CJ Motorsport                         | John Graham John Morton                     | Porsche 911 GT2            | ?     | 105   |
| 23     | GTS       | 04 | CJ Motorsport                         | John Graham John Morton                     | Porsche 3,6 l Turbo Flat-6 | ?     | 105   |
| 24     | LMP       | 95 | TRV Motorsport                        | Jeret Schroeder Tom Volk                    | Riley & Scott Mk III       | ?     | 105   |
| 24     | LMP       | 95 | TRV Motorsport                        | Jeret Schroeder Tom Volk                    | Chevrolet 6,0 l V8         | ?     | 105   |
| 25     | GT        | 88 | Vanderhoof Racing                     | Joe Varde Tim Ralston                       | Porsche 911 Carrera RSR    | ?     | 105   |
| 25     | GT        | 88 | Vanderhoof Racing                     | Joe Varde Tim Ralston                       | Porsche 3,8 l Flat-6       | ?     | 105   |
| 26     | GT        | 22 | Alex Job Racing                       | Mike Fitzgerald Darryl Havens               | Porsche 911 Carrera RSR    | Y     | 104   |
| 26     | GT        | 22 | Alex Job Racing                       | Mike Fitzgerald Darryl Havens               | Porsche 3,8 l Flat-6       | Y     | 104   |
| 27 DNF | GT        | 02 | Reiser Callas Rennsport               | David Murry Craig Stanton                   | Porsche 911 Carrera RSR    | P     | 101   |
| 27 DNF | GT        | 02 | Reiser Callas Rennsport               | David Murry Craig Stanton                   | Porsche 3,8 l Flat-6       | P     | 101   |
| 28     | GT        | 90 | Millennium Motorsports                | Chris Miller David Friedman                 | Porsche 911 Carrera RSR    | Y     | 100   |
| 28     | GT        | 90 | Millennium Motorsports                | Chris Miller David Friedman                 | Porsche 3,8 l Flat-6       | Y     | 100   |
| 29     | GT        | 39 | Toad Hall Motor Racing                | Darren Law Erik Johnson James Oppenheimer   | Porsche 911 Carrera RSR    | ?     | 99    |
| 29     | GT        | 39 | Toad Hall Motor Racing                | Darren Law Erik Johnson James Oppenheimer   | Porsche 3,8 l Flat-6       | ?     | 99    |
| 30 DNF | GTS       | 50 | Johnson Autosport                     | Jack Lewis Tim McGlynn                      | Porsche 911 Turbo          | ?     | 95    |
| 30 DNF | GTS       | 50 | Johnson Autosport                     | Jack Lewis Tim McGlynn                      | Porsche 3,6 l Turbo Flat-6 | ?     | 95    |
| 31 DNF | LMP       | 06 | Multimatic Motorsports                | Scott Maxwell Harri Toivonen                | Lola B98/10                | P     | 92    |
| 31 DNF | LMP       | 06 | Multimatic Motorsports                | Scott Maxwell Harri Toivonen                | Ford 5,1 l V8              | P     | 92    |
| 32     | GT        | 76 | Team ARE                              | Peter Argetsinger Richard Polidori          | Porsche 911 Carrera RSR    | Y     | 91    |
| 32     | GT        | 76 | Team ARE                              | Peter Argetsinger Richard Polidori          | Porsche 3,8 l Flat-6       | Y     | 91    |
| 33     | GT        | 73 | Auto Sport South                      | Kevin Wheeler Brady Refenning               | Porsche 911 Carrera RSR    | ?     | 89    |
| 33     | GT        | 73 | Auto Sport South                      | Kevin Wheeler Brady Refenning               | Porsche 3,8 l Flat-6       | ?     | 89    |
| 34     | GT        | 46 | Team TransEnergy                      | Sam Shalala Bill Rollwitz                   | Porsche 911 Carrera RSR    | ?     | 85    |
| 34     | GT        | 46 | Team TransEnergy                      | Sam Shalala Bill Rollwitz                   | Porsche 3,8 l Flat-6       | ?     | 85    |
| 35     | GT        | 64 | Team Pumpelly Racing                  | Spencer Pumpelly Allan Ziegelman Paulo Lima | Porsche 911 Carrera RSR    | ?     | 81    |
| 35     | GT        | 64 | Team Pumpelly Racing                  | Spencer Pumpelly Allan Ziegelman Paulo Lima | Porsche 3,8 l Flat-6       | ?     | 81    |
| 36     | GTS       | 83 | Chiefie Motorsports                   | Andy Pilgrim Zak Brown                      | Porsche 911 GT2            | ?     | 72    |
| 36     | GTS       | 83 | Chiefie Motorsports                   | Andy Pilgrim Zak Brown                      | Porsche 3,6 l Turbo Flat-6 | ?     | 72    |
| 37 DNF | LMP       | 29 | Intersport Racing                     | Sam Brown John Mirro                        | Riley & Scott Mk III       | G     | 64    |
| 37 DNF | LMP       | 29 | Intersport Racing                     | Sam Brown John Mirro                        | Ford (Roush) 6,0 l V8      | G     | 64    |
| 38 DNF | LMP       | 28 | Intersport Racing                     | Jon Field Ryan Jones                        | Lola B98/10                | G     | 61    |
| 38 DNF | LMP       | 28 | Intersport Racing                     | Jon Field Ryan Jones                        | Ford (Roush) 6,0 l V8      | G     | 61    |
| 39 DNF | GT        | 03 | Reiser Callas Rennsport               | Grady Willingham Michel Ligonnet            | Porsche 911 Carrera RSR    | P     | 43    |
| 39 DNF | GT        | 03 | Reiser Callas Rennsport               | Grady Willingham Michel Ligonnet            | Porsche 3,8 l Flat-6       | P     | 43    |
| 40 DNF | LMP       | 38 | Champion Racing                       | Thierry Boutsen Bob Wollek                  | Porsche 911 GT1 Evo        | M     | 35    |
| 40 DNF | LMP       | 38 | Champion Racing                       | Thierry Boutsen Bob Wollek                  | Porsche 3,2 l Turbo Flat-6 | M     | 35    |
| 41 DNF | LMP       | 16 | Dyson Racing                          | Andy Wallace James Weaver                   | Riley & Scott Mk III       | G     | 33    |
| 41 DNF | LMP       | 16 | Dyson Racing                          | Andy Wallace James Weaver                   | Ford 5,0 l V8              | G     | 33    |
| 42 DNF | LMP       | 74 | Robinson Racing                       | George Robinson Jack Baldwin                | Riley & Scott Mk III       | ?     | 14    |
| 42 DNF | LMP       | 74 | Robinson Racing                       | George Robinson Jack Baldwin                | Chevrolet 6,0 l V8         | ?     | 14    |
| 43 DNF | LMP       | 32 | Genesis Racing                        | Rick Fairbanks Jeff Altenburg               | Hawk MD3R                  | ?     | 9     |
| 43 DNF | LMP       | 32 | Genesis Racing                        | Rick Fairbanks Jeff Altenburg               | Chevrolet 6,0 l V8         | ?     | 9     |
| 44 DNF | LMP       | 2  | Panoz Motor Sports                    | Johnny O'Connell Jan Magnussen              | Panoz GTR-1                | M     | 0     |
| 44 DNF | LMP       | 2  | Panoz Motor Sports                    | Johnny O'Connell Jan Magnussen              | Ford (Roush) 6,0 l V8      | M     | 0     |
| DNS    | GT        | 07 | G & W Motorsports                     | Steve Marshall Danny Marshall Darren Law    | Porsche 911 GT2 Evo        | P     | -     |
| DNS    | GT        | 07 | G & W Motorsports                     | Steve Marshall Danny Marshall Darren Law    | Porsche 3,8 l Turbo Flat-6 | P     | -     |

## Statistiques et informations diverses
- Pole Position - no 16 Dyson Racing -
- Meilleur tour en course - no 0 Team Rafanelli - 1:14.150